# Origo gentis Langobardorum
L’Origo gentis Langobardorum est une histoire des Lombards de leur origine jusqu’au milieu du VIIe siècle.
Ce récit, qui forme le prologue de l'Edit de Rothari, aurait été rédigé à partir d'une tradition orale au cours du VIIe siècle. Il constitue l'une des sources de l’Histoire des Lombards de Paul Diacre.

## Note
1. ↑  (de) Otto Abel et G. H. Pertz, J. Grimm, K. Lachmann, L. Ranke, K. Ritter (dir.), Paulus Diakonus und die übrigen Geschichtschreiber der Langobarden, Berlin, coll. « Die Geschichtschreiber der deutschen Vorzeit in deutscher Bearbeitung », 1849, p. 3.